# Агавайрем
Агавайрем (луговомар. Агавайрем, или Агапайрем, от луговомар. ага — «плуг» и пайрем — «праздник», общего происхождения с тат. Сабантуй, Сабан бәйрәме — «свадьба, праздник плуга»; сев.-зап. мар. Ныр пӹрӓзньӹк; у восточных марийцев Сабантуй) — марийский национальный праздник весеннего сева.

## Распространение
Праздник распространён у луговых, северо-западных и восточных марийцев, с соблюдением традиционных форм отмечается в основном марийцами северо-восточных районов Марий Эл. Отдельные группы восточных марийцев отмечают и традиционный Агавайрем, и татарский Сабантуй. С начала 1990-х годов праздник справляется на официальном уровне в столице Марий Эл Йошкар-Оле.

## Сроки и время проведения
Агавайрем не имеет точно установленной календарной даты проведения. Его отмечают перед весенним севом, но большей частью — после него, в период между летним Николиным днём (Кеҥеж Миколо — 22 мая) и Духовым днём (Мланде Шочмо кече, через 50 дней после Пасхи). Время и день праздника заранее выбираются картами, при этом желательно его проведение на новолуние. Всемарийское моление Оно Морко Агавайрем в Республике Марий Эл (Сернурский район), завершающее празднование Агавайрема, проводится через восемь недель после Пасхи в субботу — за шесть дней до Девятой пятницы (Индеш кугарня).

## Значение праздника
Агавайрем — древний земледельческий праздник, посвящён божествам плодородия, земли и силам природы, имеет важное религиозное значение. Им завершается весенний цикл праздничной обрядности марийцев. Агавайрем прежде считался одним из почитаемых и уважаемых марийцами календарных праздников и отмечался с большой торжественностью. Приуроченный к важнейшему этапу сельскохозяйственных работ — весеннему севу, праздник представлял собой сложный комплекс обрядов, пронизанный аграрной тематикой. Основными функциями обрядов были обеспечение своевременного посева зерновых, достижение плодородия земли и содействие росту растительности, обеспечение в будущем её обильного плодоношения.

## Обряды
В содержание праздника входят аграрно-магические обряды и коллективное моление с жертвоприношением из блинов, яиц и пива, народные увеселения. Моление проходит поэтапно — в рамках одной деревни, группы деревень и территории (мирское моление).
К Агавайрему тщательно готовятся: производят уборку дома, двора, улицы, заранее запасаются продуктами для приготовления ритуальных блюд, прежде в большом количестве набирались яйца, которые считались обязательными в праздничной обрядности Агавайрема. В день праздника моются в бане, надевают чистую одежду, готовят обрядовые кушанья — блины, ватрушки с картофелем, сырники, вареники с творогом, варят пиво.
На моление в рощу Агавайрема или в специально отведённое место шелык выходят в нарядной одежде. Во время моления, обращаясь к богу праздника Агавайрем-Юмо и божествам сил природы, молящиеся во главе с картом просят у них плодородия полей, хорошей погоды для своевременного проведения весенне-полевых работ, предохранения будущего урожая от бурь и града, от вредителей, благополучия и счастья всем присутствующим.
После моления устраиваются различные магические действия с яйцами, почитаемыми как символ плодородия. Их дарят молодушкам, чтобы имели много детей, зарывают в поле, надеясь получить зёрна крупными, как яйца. Дети играют, катая яйца по лубу, бросают через деревья с целью воздействия на урожайность полей. Победителям в беге, конных скачках, совершаемых после моления, вручаются вышитые полотенца и яйца. Прежде старейшины во главе с картом совершали обходы полей с волынкой, звуки которой способствовали росту и увеличению урожая.
Восточные марийцы во время Агавайрема проводили в прошлом обряд изгнания злых сил Сӱрем мужо, очищая свои жилища, селение.
На второй день праздника проводили подворный обход домов с молитвой и угощением пивом. Молодёжь играла в традиционные игры «Солык пуэн» (Давая полотенце), «Вӱд йоген» (Ручеёк) и т. д. Характерными для праздника являлись качания на качелях, игры возле источников воды.
В праздничные дни соблюдались запреты: нельзя было красить нитки, стирать бельё, устраивать шум.